# Prêmio Winsor McCay
O Winsor McCay Award é um prêmio conferido para profissionais, de forma individual, em reconhecimento pelas contribuições dadas em sua carreira na área de animação. O prêmio é apresentado na cerimônia do Annie Awards, um show de premiação apresentado pela International Animated Film Society, ASIFA-Hollywood.  O prêmio foi criado em 1972, e seu nome é uma homenagem ao pioneiro da animação Winsor McCay.

## Laureados
Os vencedores desde o início da premiação são:
- 1972 - Max Fleischer e Dave Fleischer
- 1973 - Walter Lantz
- 1974 - Tex Avery, Friz Freleng, Chuck Jones, Art Babbitt e Winsor McCay
- 1975 - Walt Disney, John Hubley, Faith Hubley e Norman McLaren
- 1976 - Robert Cannon, Hugh Harman, Rudolph Ising, Mike Maltese, George Pal e Ward Kimball
- 1977 - William Hanna, Joseph Barbera, Mel Blanc, Oskar Fischinger, Bill Scott e Milt Kahl
- 1978 - Jay Ward, Ub Iwerks, Dick Huemer, Carl Stalling e Hans Conreid
- 1979 - Clyde Geronomi, Bill Melendez, Mae Questel e Otto Messmer
- 1980 - Ollie Johnston, Frank Thomas, Cal Howard, Paul Julien e Laverne Harding
- 1981 - T. Hee, Bill Peet, Bill Tytla, John Whitney e Ken Harris
- 1982 - Ken Anderson, Bruno Bozzetto, June Foray, Don Graham e Marc Davis
- 1983 - Eric Larson, Fred Moore, Clarence Nash, Wolfgang Reitherman, Leo Salkin, Steven Bosustow e Wilfred Jackson
- 1984 - Daws Butler, David Hand, Jack Kinney, Michael Lah, Robert McKimson, Richard Williams e Hamilton S. Luske
- 1985 - Robert Abel, Preston Blair, Joe Grant, John Halas, Sterling Holloway, Jim McDonald, Phil Monroe e Ben Washam
- 1986 - Frederic Back, Shamus Culhane, William T. Hurtz, Irven Spence, Emery Hawkins e John Lounsbery
- 1987 - Paul Dressien, Jack Hannah, Bill Littlejohn, Maurice Noble e Ken O'Connor
- 1988 - Ralph Bakshi, Bob Clampett, Tissa David, Kihachiro Kawamoto e Virgil Ross
- 1989-90 - Art Clokey, Hicks Lokey, Don Messick, Osamu Tezuka e Lester Novros
- 1991 - Ray Harryhausen, Herbert Klynn, Bob Kurtz, Yuri Norstein, Joe Siracusa e Ruth Kissane
- 1992 - Les Clark, Stan Freberg, David Hilberman
- 1993 - George Dunning, Roy E. Disney e Jack Zander
- 1994 - Ed Benedict, Artur Davis e Jean Vander Pyl
- 1995 - Jules Engel, Vance Gerry e Dan McLaughlin
- 1996 - Mary Blair, Burny Mattinson e Iwao Takamoto
- 1997 - Willis O'Brien, Myron Waldman e Paul Winchell
- 1998 - Eyvind Earle, Hayao Miyazaki e Ernest Pintoff
- 1999 - Ray Patterson, Marcell Jankovics e Con Pederson
- 2000 - Norman McCabe, Hoyt Curtin e Lucille Bliss
- 2001 - Bill Justice, Pete Alvarado e Bob Givens
- 2002 - Gene Hazelton, Floyd Norman e Sherman Brothers
- 2003 - Gene Deitch, John Hench e Thurl Ravenscroft
- 2004 - Don Bluth, Virginia Davis e Arnold Stang
- 2005 - Cornelius Cole III, Fred Crippen e Tyrus Wong
- 2006 - Andreas Deja, Genndy Tartakovsky e Bill Plympton
- 2007 - John Canemaker, Glen Keane e John Kricfalusi
- 2008 - Mike Judge, John Lasseter e Nick Park
- 2009 - Tim Burton, Jeffrey Katzenberg e Bruce Timm
- 2010 - Brad Bird, Eric Goldberg e Matt Groening